# 大脇雅子
大脇 雅子（おおわき まさこ 1934年10月15日 - ）は、日本の政治家、弁護士。参議院議員（2期）、社会民主党政策審議会長、国際委員長を歴任した。

## 概要
岐阜県岐阜市出身。名古屋大学法学部を卒業後、司法試験に合格し、司法修習を経て弁護士登録。労働・公害問題や家庭問題等、市民に密着した事案を数多く手がけた。1992年、PKO法闘争のなかで、砂川事件判決の裁判官だった伊達秋雄から「今こそ憲法擁護の大事な時」と促され、日本社会党からの国政進出を決意。第16回参議院議員通常選挙に比例区から出馬し、当選。以後2期12年間参議院議員を務め、護憲と共に男女雇用機会均等法、パートタイム労働者の権利保護法、環境アセスメント法、廃棄物処理法等の立法、改正に尽力した。2003年、社会民主党を離党。2004年の第20回参議院議員通常選挙には出馬せず、政界を引退。

## 経歴
- 1958年 名古屋大学法学部卒業、名古屋大学法学部助手（文部教官）
- 1962年 司法修習14期経て弁護士登録（名古屋弁護士会）
- 1992年 第16回参議院議員通常選挙に比例区から出馬し、当選
- 1998年 第18回参議院議員通常選挙で再選
- 2003年 社民党を離党
- 2004年 政界を引退

## 政策

### 選択的夫婦別姓制度
- 選択的夫婦別姓制度導入に賛成している[1]。「性別によって差別を受けず、多様な生き方を選べるような制度に変えていくべき」と述べる。また、大脇の長女も弁護士であり、その職業としての要請から夫婦別姓を実践し「二人で平等に子育てをやっている」という[2]。

## 著書（共著含む）
- 1980年	働いて生きる―転機を迎えた女たちの選択（学陽書房）
- 1987年	均等法時代を生きる―働く女性たちへの応援歌 (有斐閣選書)
- 1992年	「平等」のセカンド・ステージへ―働く女たちがめざすもの（学陽書房）
- 1994年	北京につどう―95年国連世界女性会議に向けて（社会新報ブックレット）
- 1996年	21世紀の男女平等法 (有斐閣選書)
- 1996年	介護保険?家族保険!―一人ひとりの生き方と生涯保障 （法政出版）
- 1996年	働く女たちの裁判―募集・採用からセクシャル・ハラスメントまで（学陽書房）
- 1998年	働くものの権利が危ない―今なぜ、労働法制の規制緩和か（かもがわブックレット）
- 1998年	21世紀の男女平等法・新版（有斐閣選書）
- 2004年	マサコの戦争（講談社）